# Колкорд (Оклахома)
Колкорд (енгл. Colcord) град је у америчкој савезној држави Оклахома.

## Демографија
По попису из 2010. године број становника је 815, што је 4 (-0,5%) становника мање него 2000. године.
| Група             | 2000.       | 2010.       |
| Белци             | 519 (63,4%) | 490 (60,1%) |
| Афроамериканци    | 1 (0,1%)    | 2 (0,2%)    |
| Азијати           | 0 (0,0%)    | 0 (0,0%)    |
| Хиспаноамериканци | 16 (2,0%)   | 22 (2,7%)   |
| Укупно            | 819         | 815         |